# 2008年パリ爆弾脅迫事件
2008年パリ爆弾脅迫事件（2008ねんパリばくだんきょうはくじけん）は、2008年12月16日にフランスパリ市内にて発生した爆弾を用いたイスラーム過激派とみられる組織による脅迫事件である。

## 概要
12月16日朝、フランス通信社宛で「アフガニスタン革命戦線」と名乗る組織から手紙が届けられた。内容は、大手デパートが立ち並ぶ9区オースマン通りにあるプランタン百貨店内の3箇所に爆弾を仕掛けたと記され、さらに警察に通報するように書かれていた。
通報を受けた警察は爆発物処理班を現場に派遣して11:00時頃に到着、店内を捜索した結果3階洗面所にて起爆装置の無いダイナマイトが5個発見された。当日はクリスマス商戦で混雑していたが従業員・客ともに負傷者はいなかった。
この事態を受け、ミシェル・アリヨ＝マリー内務大臣とベルトラン・ドラノエパリ市長が現場に急行した。アリヨ＝マリー内相は記者達を前に「発見したダイナマイトは爆発を意図したものではなかった」と説明した。ストラスブールにいたニコラ・サルコジ大統領は現地から「保安担当者が爆弾の内容を分析している」と伝えた。ジェラール・ガシェ内務広報官は事件発生の前の週から警戒を強化するため警察官1,500名を増員展開していたことを伝えた。
この事件が発生する前にあるジャーナリストが匿名の電話を12月10日に受けていたことが判明した。内容は近いうちにどこかのデパートに爆弾が仕掛けられると言い、さらにアフガニスタンに展開しているフランス軍の撤退を要求していた。同じ内容はフランス通信社宛の手紙にも書かれており、こちらの文面では爆弾を仕掛けたデパートとフランス軍の撤退時期を2009年2月末までと具体的な内容を指定し、出来なかった場合は次からは無警告で爆弾テロを行うと記されていた。